# Huit Hommes dans un château
Pour plus de détails, voir Fiche technique et Distribution.
Huit Hommes dans un château est un film français réalisé par Richard Pottier en 1942.

## Synopsis
Une série de meurtres et une tentative de captation d'héritage. Cela commence pendant le naufrage d'un navire et se poursuit dans un vieux château provincial où se retrouvent les rescapés de l'océan. Un couple d'écrivains spécialisés dans le roman policier se mêle à l'action et aussi un jeune acteur, un juge d'instruction obtus, une vieille comtesse et sa nièce. Le couple Paladine fait triompher le bon droit par sa perspicacité et l'acteur épouse la nièce.

## Fiche technique
- Titre : Huit Hommes dans un château
- Réalisation : Richard Pottier
- Assistant réalisateur : Jean Devaivre
- Scénario : Jean-Paul Le Chanois, Jean Aurenche d'après le roman de Jean Kéry
- Dialogues : Jean-Paul Le Chanois
- Décors : Marcel Mary
- Photographie : Georges Million
- Montage : Germaine Fouquet
- Musique : Arthur Honegger, Arthur Hoérée
- Script-girl : Germaine Fouquet
- Producteur : Lucien Masson
- Directeur de production : Jacques Vitry
- Société de production : Sirius Films
- Distribution : La Société des films Sirius (35 et 16 mm)
- Ventes internationales : Pathé Distribution
- Tournage : à partir du 13 avril 1942
- Durée : 93 minutes
- Pays :  France
- Format : Noir et blanc, 35 mm (positif et négatif) - 1,37:1 - Son mono
- Genre : Film policier
- Date de sortie : 
  - France - 9 décembre 1942

## Distribution
- René Dary : M. Paladine, un écrivain de romans policiers et détective amateur
- Jacqueline Gauthier : Mme Paladine, sa femme, elle aussi auteur de romans policiers et détective amateur
- Louis Salou M. Delaunay, un rescapé du naufrage
- Aline Carola : Hélène de Chanceau, une jeune fille dont Alain est amoureux
- Colette Regis : La comtesse de Chanceau, une châtelaine ruinée, sa tante
- Georges Grey : Alain Severac, un jeune acteur qui rachète le château
- Pierre Palau : Le notaire
- Roger Champi : Firmin
- Jean Meyer : Le neveu du notaire
- Jean Daurand : L'acrobate
- André Carnège : Le juge d'instruction
- Maurice Pierrat : Le maître d'hôtel
- Charles Lemontier : Le cuisinier
- Jean Morel : Le commandant Dupuis, le témoin d'un assassinat
- Georges Vasty : L'inspecteur
- Robert Arpin : Le mousse
- Eugène Frouhins : Le jardinier
- Maxime Fabert : L'ivrogne
- Gabrielle Fontan : L'aubergiste
- Hélène de Verneuil : La dame au spectacle
- Julienne Paroli : Une autre aubergiste
- Pierre Réal
- Jacques Dubuis : le contrôleur de tickets à l'entrée du cinéma.